# انتقام (مجموعه تلویزیونی ترکی)
انتقام (به ترکی استانبولی: Intikam) یک مجموعه تلویزیونی ترکیه‌ای در ژانر روان‌شناختی معمایی است. پخش این مجموعه در ۳ ژانویه ۲۰۱۳ از کانال د ترکیه شروع و در ۲۰ فوریه ۲۰۱۴ به پایان رسید. این مجموعه تلویزیونی بازسازی مجموعه تلویزیونی آمریکایی به نام انتقام این سریال بر اساس رمان کنت مونت-کریستو ساخته شده, است که از شبکه ای‌بی‌سی آمریکا پخش می‌شد.

## داستان
درین که یک دختربچه است، زندگی شادی با عادل پدرش دارد. با این حال، یک روز زندگی شاد آنها وارونه می‌شود. پدر او را برای جرمی که مرتکب نشده، دستگیر و روانه زندان می‌کنند.

## بازیگران و شخصیت‌ها

### بازیگران اصلی
| بازیگر            | شخصیت                 | فصل  | فصل  |
| بازیگر            | شخصیت                 | ۱    | ۲    |
| ----------------- | --------------------- | ---- | ---- |
| برن سات           | درین چلیک/یامور اوزدن | اصلی | اصلی |
| Başak Daşman      | درین چلیک/یامور اوزدن | اصلی | اصلی |
| نجات ایشلر        | روزگار دنیزجی         | اصلی |      |
| اییت اوزشنر       | روزگار دنیزجی         |      | اصلی |
| مرد فرات          | امره ارسوی            | اصلی | اصلی |
| Arzu Gamze Kılınç | شاهیکا ارسوی          | اصلی | اصلی |
| ظفر الگوز         | هالدون ارسوی          | اصلی | اصلی |
| Engin Hepileri    | هاکان ارن             | اصلی | اصلی |
| Ezgi Eyüboğlu     | جمره ارسوی            | اصلی | اصلی |
| Dilşat Çelebi     | آسلی                  |      |      |
| Zeynep Özder      | آسلی                  |      | اصلی |
| Burak Davutoğlu   | عادل چلیک             | اصلی |      |
| Can Sipahi        | باریش دنیزجی          | اصلی | اصلی |

## فصل‌ها
| ۱ | پنج شنبه ۲۰٫۰۰ | ۳ ژانویه ۲۰۱۳ (2013-01-03)   | ۶ ژوئن ۲۰۱۳ (2013-06-06)   | ۲۲ | ۲۰۱۳      |
| ۲ | پنج شنبه ۲۰٫۰۰ | ۱۲ سپتامبر ۲۰۱۳ (2013-09-12) | ۲۰ فوریه ۲۰۱۴ (2014-02-20) | ۲۲ | ۲۰۱۳–۲۰۱۴ |

## پخش جهانی
| کشور        | شبکه                       | زمان پخش         |
| ----------- | -------------------------- | ---------------- |
| کرواسی      | RTL                        | اکتبر ۲۰۱۳       |
| یونان       | مگا                        | ژانویه ۲۰، ۲۰۱۴  |
| پاکستان     | GEO Kahani                 | سپتامبر ۱۴، ۲۰۱۳ |
| رومانی      | Kanal D                    | ۲۰۱۴             |
| ترکیه       | Kanal D                    | ژانویه ۳، ۲۰۱۳   |
| اتحادیه عرب | OSN Ya Hala (Pay-per-view) | آوریل ۲۲، ۲۰۱۳   |